# Karl Ludvig af Baden
Arveprins Karl Ludvig af Baden (tysk: Erbprinz Karl Ludwig von Baden; 14. februar 1755 – 16. december 1801) var arveprins af Baden-Durlach fra 1755 til 1771 og af Baden fra 1771 til sin død i 1801.
Han var ældste søn af Markgrev Karl Frederik af Baden (der i 1806, efter Karl Ludvigs død, blev den første storhertug af Storhertugdømmet Baden). Da han døde før sin fader, efterfulgte han ham aldrig som regent. Han var fader til den senere Storhertug Karl af Baden.

## Biografi
Karl Ludvig blev født den 14. februar 1755 i Karlsruhe som ældste søn af markgreve Karl Frederik af Baden-Durlach og Karoline Louise af Hessen-Darmstadt. I 1771 uddøde den bernhardinske linje af Huset Baden, der havde regeret over Markgrevskabet Baden-Baden. De to markgrevskaber blev herefter forenet, og Karl Ludvig blev arveprins til det forenede Markgrevskab Baden.
Karl Ludvig døde den 16. december 1801 i Arboga i Sverige under et besøg hos sin datter Frederikke, der var dronning af Sverige. Han døde ni år før sin fader og efterfulgte ham derfor aldrig som regent. I stedet blev det hans ældste søn Karl, der efterfulgte sin bedstefader som storhertug i 1811.

### Ægteskab og børn
Karl Ludvig giftede sig den 15. juli 1774 i Darmstadt med Amalie af Hessen-Darmstadt. Hun var datter af Landgreve Ludvig 9. af Hessen-Darmstadt. De fik otte børn:
1. Amalie (1776-1823)
2. Karoline af Baden (1776-1841), gift med Kong Maximilian 1. Joseph af Bayern
3. Louise (1779-1826), gift med Kejser Alexander 1. af Rusland
4. Frederikke af Baden (1781-1826), gift med Kong Gustav 4. Adolf af Sverige
5. Marie af Baden (1782-1808), gift med Hertug Frederik Vilhelm af Braunschweig-Wolfenbüttel
6. Karl (1784-1785)
7. Karl (1786-1818), Storhertug af Baden 1811-1818
8. Vilhelmine (1788-1836), gift med Storhertug Ludvig 2. af Hessen og ved Rhinen